# Tanaella kommritzia
Tanaella kommritzia is een naaldkreeftjessoort uit de familie van de Tanaellidae. De wetenschappelijke naam van de soort is voor het eerst geldig gepubliceerd in 2007 door Larsen & Shimomura.